# Духоход Барановского
Духоход Барановского — локомотив, приводимый в движение двигателем, рабочим телом которого является сжатый воздух. Построен С. И. Барановским на Александровском заводе (с 1922 г. — Пролетарский завод) в Санкт-Петербурге в 1861 году. Машина называлась конструктором «духоход» или «духовой самокат».

## Предпосылки к созданию
В начале XIX века использование сжатого воздуха в качестве привода различных систем было весьма широко распространено и стало исчезать лишь с продвижением в массовое использование электричества. До этого пневмопривод находил воплощение в различных приборах — от пневмозвонков в дверях, пневмопочты, пневматического оружия и до предложенной в 1827 году пневматической железной дороги.

## Техническое воплощение

Локомотив Барановского

Локомотив (на илл.) представлял собой двухколесную платформу, несущую рабочие цилиндры и запас сжатого воздуха в баллонах, цеплявшуюся к вагону с дополнительным запасом воздуха, которые, по замыслу, должны были быть сменными и оставляться на пунктах заправки локомотива, расположенных по ходу его движения.

Компрессор локомотива

Колёса приводились в движение двумя цилиндрами (по одному на ведущее колесо) диаметром 150 мм и ходом поршня 300 мм. Запас сжатого воздуха непосредственно на платформе локомотива был заключен в тридцати четырёх трубах диаметром также 150 мм, но длиной 2100 мм. Баллоны были объединены в единый резервуар системой трубок и обеспечивали запас хода до 2—3 часов, по другим данным, только дополнительная платформа с воздухом обеспечивала такую длительность.
Заправка сжатым воздухом осуществлялась с помощью оригинального компрессора, также разработки С. Барановского (на илл.). Компрессор был гидравлическим и создавал выходное рабочее давление в 50 атмосфер, и был отдельным объектом интереса инженеров того времени.

## Использование и оценка машины
Локомотив использовался на Николаевской железной дороге до лета 1862 года, известие о начале эксплуатации было опубликовано в газете «Северная почта» в феврале 1862 года. Будущий знаменитый конструктор Павел Кузьминский так описывает локомотив:
В газетах прочёл я, что г. Барановский намерен показать публике применение сжатого воздуха к движению по железной дороге. Дав себе обещание побывать на всех трёх опытах, что мне и удалось сделать, я радовался такой новинке, но иногда на меня находили минуты неверия, и я сомневался в выгодном осуществлении этого применения воздуха. 27 декабря в 3 часа пополудни я был на дебаркадере Николаевской железной дороги, где производились опыты с новой машиной. Из локомотивного сарая пришел локомотив и привел за собой какое-то собрание труб, окрашенных дикой краской, а около этих труб маленький передаточный механизм прямого действия. К духоходу прицеплен был один вагон, который, разумеется, тотчас же по приходе был наполнен любопытными, успевшими в него поместиться. Поезд тронулся и  громкое «ура!» понеслось за ним…
Локомотив был довольно совершенным в техническом плане устройством, использовавшим передовые идеи того времени. В частности, использовался более совершенный цилиндрический золотник. Но локомотив в том же 1862 году был снят с использования, так как был слишком технически сложен для своего времени.